# Ударная улица (Чернигов)
Ударная улица (укр. Вулиця Смирнова) — улица в Новозаводском районе города Чернигова, исторически сложившаяся местность (район) Коты. Пролегает от улицы Николая Неборака до тупика.
Нет примыкающих улиц.

## История
Улица была проложена после Великой Отечественной войны с современным названием.

## Застройка
Улица пролегает в южном направлении, затем — в западном. Парная и непарная стороны улицы заняты усадебной застройкой. Имеет два ответвления от основной части улицы. 
Учреждения: нет. 